# Ciocănești (Călărași)
Ciocăneşti é uma comuna romena localizada no distrito de Călăraşi, na região de Muntênia. A comuna possui uma área de 127.82 km² e sua população era de 4519 habitantes segundo o censo de 2007.